# Hagia Triada
Hagia Triada (řecky Αγία Τριάδα) je archeologické naleziště a mínojský palác na jihu Kréty vzdálený asi čtyři kilometry jihozápadně od Faistu. Nachází se na pobřežní vyvýšenině nad Messarskou planinou.

## Historie osídlení
Počátky zdejšího osídlení lze vystopovat do raně mínojského období ve 3. tisíciletí př. n. l., kdy zde stála první osada a dvě hrobky typu tholos. Mezi lety 1600 a 1550 př. n. l. zde místní obyvatelé vybudovali mínojský palác. Tento palác byl mnohem menší než ten v sousedním Faistu. Úzký vztah k Faistu dokládá kamenná cesta, která tato dvě střediska spojovala.
Palác byl kolem roku 1450 př. n. l. zničen. Mykénští Achájové na jeho místě vybudovali nový palác typu megaron a kolem něj obchodní středisko s tržištěm.

## Archeologické nálezy
Hagia Triada, stejně jako Faistos, byla odkryta mezi lety 1900 a 1908 skupinou pracovníků z Italské archeologické školy v Athénách (Scuola Archeologica Italiana di Atene). Výzkumy vedli Federico Halbherr a Luigi Pernier. Při nich byl objeven malovaný sarkofág se scénami ze života tehdejších Kréťanů,. Nyní se nachází v archeologickém muzeu v Heráklionu.